# The Last Princess
『The Last Princess』（ザ・ラスト・プリンセス）は、1995年12月13日にリリースされたプリンセス プリンセスの9枚目のアルバム。

## 解説
- オリジナルアルバムとしてはラストアルバム。
- 「恋はカンターレ」は作詞が富田、作曲が今野のコンビで作られた最初で最後の楽曲である。
- 「ガラクタヲ吹キ飛バセ」はプリンセス・プリンセスの楽曲では唯一のドラム等を使わない打ち込みの楽曲である。
- 初回盤のみ5面デジパック＆ピクチャーレーベル仕様。

## 収録曲
1. Bye Bye
作詞：中山加奈子、作曲：奥居香
2. プロポーズ
作詞：中山加奈子、作曲：奥居香
3. 渚は涙のパラダイス
作詞：今野登茂子、作曲：渡辺敦子
4. ガラクタヲ吹キ飛バセ
作詞：中山加奈子、作曲：渡辺敦子
5. Hello!!
作詞：今野登茂子、作曲：奥居香
6. ひまわりとカーディガン
作詞：富田京子、作曲：渡辺敦子
7. 恋はカンターレ
作詞：富田京子、作曲：今野登茂子
8. 純愛
作詞：中山加奈子、作曲：奥居香
  - 「Fly Baby Fly」のカップリング曲。
9. まわれ! メリーゴーランド
作詞：富田京子、作曲：中山加奈子
10. Fly Baby Fly
作詞：富田京子、作曲：奥居香